# Division d'Honneur 1923-24
La Primera División de Bélgica 1923/24 fue la 24.ª temporada de la máxima competición futbolística en Bélgica.

## Tabla de posiciones
| Pos | Equipo                      | PJ | PG | PE | PP | GF | GC | Pts | DG  | Notas                               |
| --- | --------------------------- | -- | -- | -- | -- | -- | -- | --- | --- | ----------------------------------- |
| 1   | Beerschot                   | 26 | 15 | 8  | 3  | 52 | 21 | 38  | +31 |                                     |
| 2   | Royale Union Saint-Gilloise | 26 | 14 | 9  | 3  | 43 | 20 | 37  | +23 |                                     |
| 3   | C.S. Brugeois               | 26 | 13 | 7  | 6  | 47 | 26 | 33  | +19 |                                     |
| 4   | Racing Club de Bruxelles    | 26 | 14 | 5  | 7  | 47 | 30 | 33  | +17 |                                     |
| 5   | Standard Liège              | 26 | 12 | 9  | 5  | 43 | 32 | 33  | +11 |                                     |
| 6   | RC de Gand                  | 26 | 13 | 4  | 9  | 43 | 41 | 30  | +2  |                                     |
| 7   | SC Anderlechtois            | 26 | 8  | 9  | 9  | 43 | 32 | 25  | +11 |                                     |
| 8   | Daring Club de Bruxelles    | 26 | 7  | 10 | 9  | 31 | 32 | 24  | -1  |                                     |
| 9   | R.F.C. Brugeois             | 26 | 7  | 9  | 10 | 38 | 37 | 23  | +1  |                                     |
| 10  | K Berchem Sport             | 26 | 6  | 10 | 10 | 31 | 43 | 22  | -12 |                                     |
| 11  | La Gantoise*                | 26 | 6  | 7  | 13 | 30 | 42 | 19  | -12 |                                     |
| 12  | RC Malines*                 | 26 | 6  | 7  | 13 | 30 | 65 | 19  | -35 | Descenso a la División de Promoción |
| 13  | R.C.S. Verviétois           | 26 | 5  | 5  | 16 | 23 | 59 | 15  | -36 | Descenso a la División de Promoción |
| 14  | R.F.C. Liégeois             | 26 | 3  | 7  | 16 | 17 | 43 | 13  | -26 | Descenso a la División de Promoción |

PJ = Partidos jugados; PG = Partidos ganados; PE = Partidos empatados; PP = Partidos perdidos; GF = Goles a favor; GC = Goles en contra; Pts = Puntos; DG = Diferencia de goles
* Disputaron un partido para decidir cuál de estos dos descendería, La Gantoise  venció 5-0 al RC Malines, quien descendió a la División de Promoción.